# Stadtprozelten

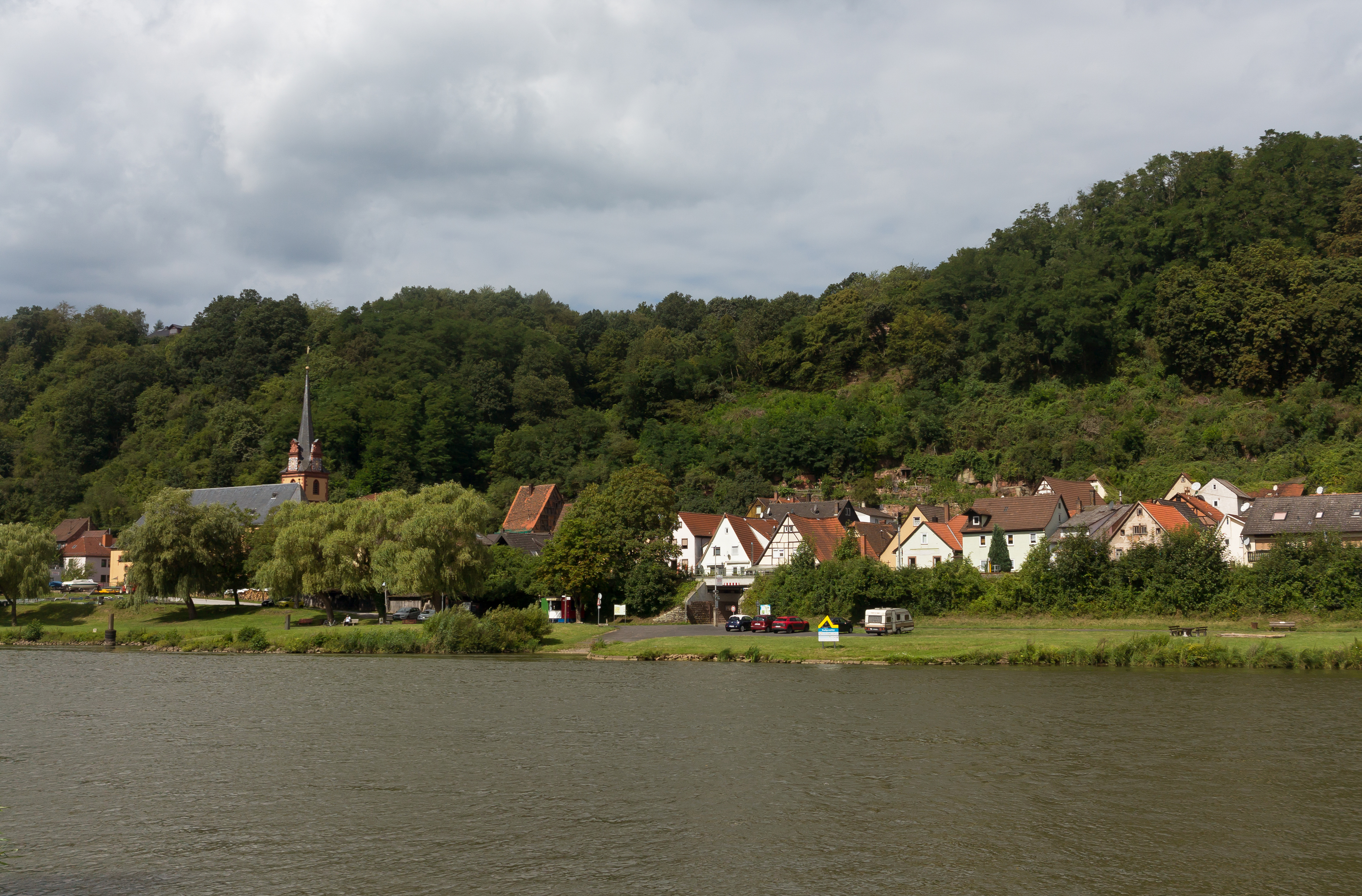
Blick auf Stadtprozelten

Stadtprozelten ist eine Stadt im unterfränkischen Landkreis Miltenberg in Bayern und der Sitz der gleichnamigen Verwaltungsgemeinschaft.

## Geographie

### Geographische Lage
Stadtprozelten liegt am südlichen Rand des Spessarts am Main inmitten der südlichen Seite des sogenannten Mainvierecks. Der topographisch höchste Punkt des Stadtgebietes befindet sich mit 474 m ü. NHN südlich von Wildensee, der niedrigste liegt im Main auf 129 m ü. NHN.

### Gemeindegliederung
Es gibt drei Gemeindeteile (in Klammern ist der Siedlungstyp angegeben):
- Hofthiergarten (Weiler)
- Neuenbuch (Kirchdorf)
- Stadtprozelten (Hauptort)

Der Gemeindeteil Neuenbuch liegt 2 km vom Stadtzentrum entfernt (49° 48′ 13,8″ N, 9° 24′ 31,8″ O).

### Nachbargemeinden
| Markt Eschau           | Gemeinde Altenbuch                          |                   |
| Gemeinde Dorfprozelten | Kompassrose, die auf Nachbargemeinden zeigt | Gemeinde Faulbach |
|                        | Stadt Wertheim                              |                   |

## Name

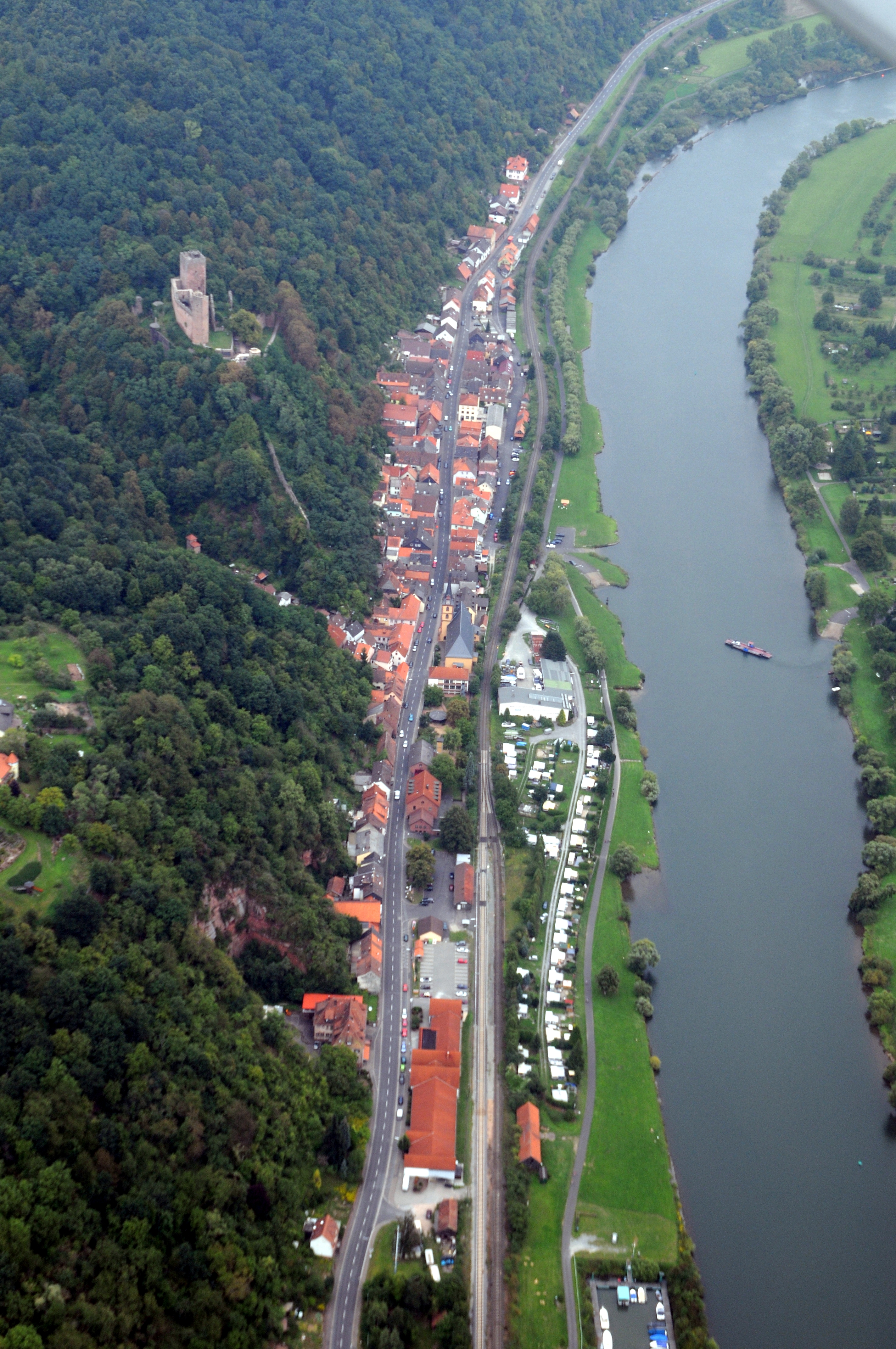
Luftbild 2008

### Etymologie
Der Name setzt sich aus dem mittelhochdeutschen Wort brat, das Braten oder Fleisch bedeutet und dem althochdeutschen selde für Haus zusammen. Bratselde bedeutet demnach etwa so viel wie Ort, an dem Reisende speisen können; etwa eine Herberge. Der Zusatz Stadt wurde zur Unterscheidung von Dorf- und Langenprozelten hinzugefügt. Der Anfangsbuchstabe des ursprünglichen Namens ist auch heute noch im Stadtwappen enthalten.

### Frühere Schreibweisen
Frühere Schreibweisen des Ortes aus diversen historischen Karten und Urkunden:
| - 1127 Bratselede - 1150 Brahtselde - 1200 Bratseleden - 1287 Brotselden - 1379 Brotselden dy stat | - 1478 Statpoczselten - 1617 Stattprodtselden - 1625 Stadtprodselden - 1675 Stadt Prozelden - 1832 Stadtprozelten |

## Geschichte

### Bis zur Gemeindegründung
Stadtprozelten wurde 1287 erstmals urkundlich als Stadt erwähnt. Nachdem 1632 Schweden den Ort geplündert hatten, mussten die Bewohner über den Winter 1634/35 die kaiserlichen Truppen des Hauptmanns Paur versorgen, was sie über 6000 Gulden kostete. Das ehemalige kurmainzische Amt wurde 1803 ein Teil des dalbergischen Fürstentums Aschaffenburg (ab 1810 Departement des Großherzogtums Frankfurt) und kam 1814 an Bayern. Im Zuge der Verwaltungsreformen in Bayern entstand mit dem Gemeindeedikt von 1818 die heutige Gemeinde.

### Verwaltungsgeschichte
Im Jahre 1862 wurde das Bezirksamt Marktheidenfeld gebildet, auf dessen Verwaltungsgebiet Stadtprozelten lag. 1939 wurde wie überall im Deutschen Reich die Bezeichnung Landkreis eingeführt. Stadtprozelten war nun eine der 47 Gemeinden im Landkreis Marktheidenfeld. Mit der Auflösung des Landkreises Marktheidenfeld kam Stadtprozelten am 1. Juli 1972 in den neu gebildeten Landkreis Miltenberg.
650 Jahre Stadtrechte wurden im Jahr 2005 gefeiert. Die erste urkundliche Nennung ist tatsächlich jedoch noch nicht zweifelsfrei geklärt.

### Eingemeindungen
Im Zuge der Gebietsreform in Bayern wurde am 1. Juli 1977 die Gemeinde Neuenbuch eingegliedert.

### Einwohnerentwicklung
Im Zeitraum 1988 bis 2018 stieg die Einwohnerzahl von 1496 auf 1541 um 45 Einwohner bzw. um 3 %. 2000 hatte Stadtprozelten 1805 Einwohner.
Quelle: BayLfStat

## Politik

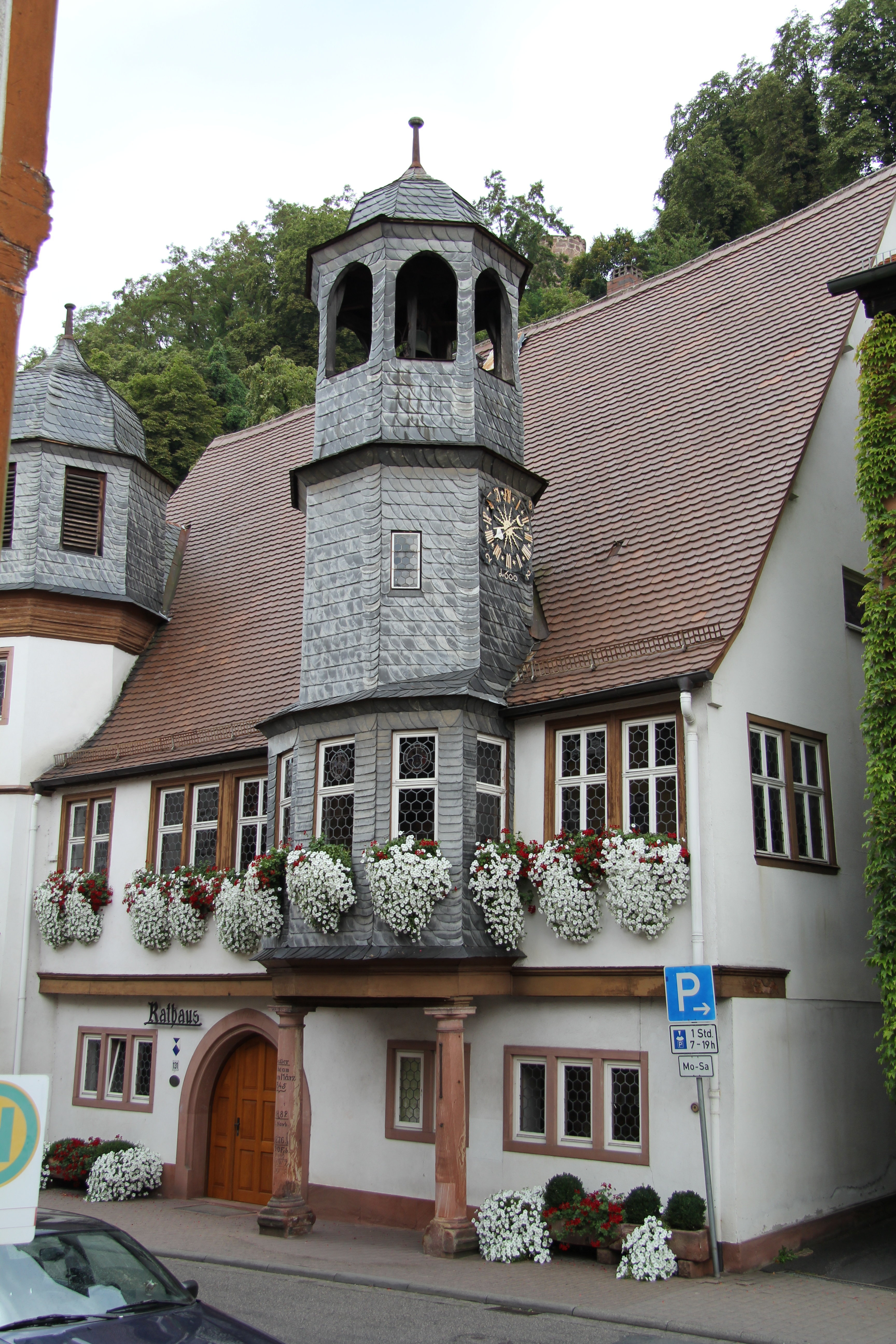
Rathaus von Stadtprozelten

### Stadtrat
Der Stadtrat hat zwölf Mitglieder. Zusätzlich gehört ihm der Bürgermeister an. Nach der vergangenen Kommunalwahlen ergaben sich jeweils folgende Sitzverteilungen:
| Wahljahr | CSU | SPD | FWG   | Gesamt   |
| 2020     | 6   | 2   | 4     | 12 Sitze |
| 2014     | 7   | 3   | 2     | 12 Sitze |
| 2008     | 8   | 4   | n. a. | 12 Sitze |
| 2002     | 5   | 2   | 5     | 12 Sitze |

### Bürgermeister
Der Erste Bürgermeister Rainer Kroth (CSU) ist am 31. Mai 2025 im Alter von 62 Jahren gestorben; die Amtsgeschäfte führt seit 2024 der Zweite Bürgermeister Walter Adamek (CSU). Kroth war bei der Kommunalwahl 2020 mit einem Stimmenanteil von 50,65 Prozent gewählt worden; sein knapp unterlegener Mitbewerber war Jürgen Weiskopf (FWG). Kroths Vorgängerin war Claudia Kappes (CSU), die von Mai 2002 bis April 2020 im Amt war und nicht mehr kandidiert hatte.

### Wappen
|  | Blasonierung: „In Silber eine rote Burg mit Torturm und blauen Dächern, über dem Tor der goldene Buchstabe B; beiderseits des Turmhelms die strahlende, gesichte goldene Sonne und ein gesichter goldener Halbmond.“ |
|  | |

## Kultur und Sehenswürdigkeiten

### Bauwerke

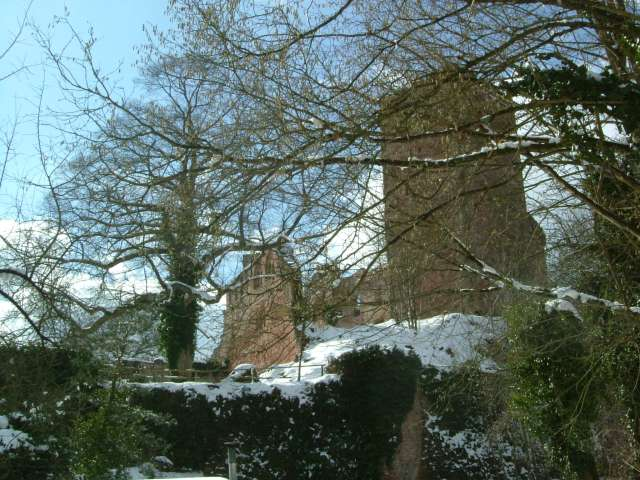
Henneburg auf dem Kühlberg in Stadtprozelten, Unterfranken

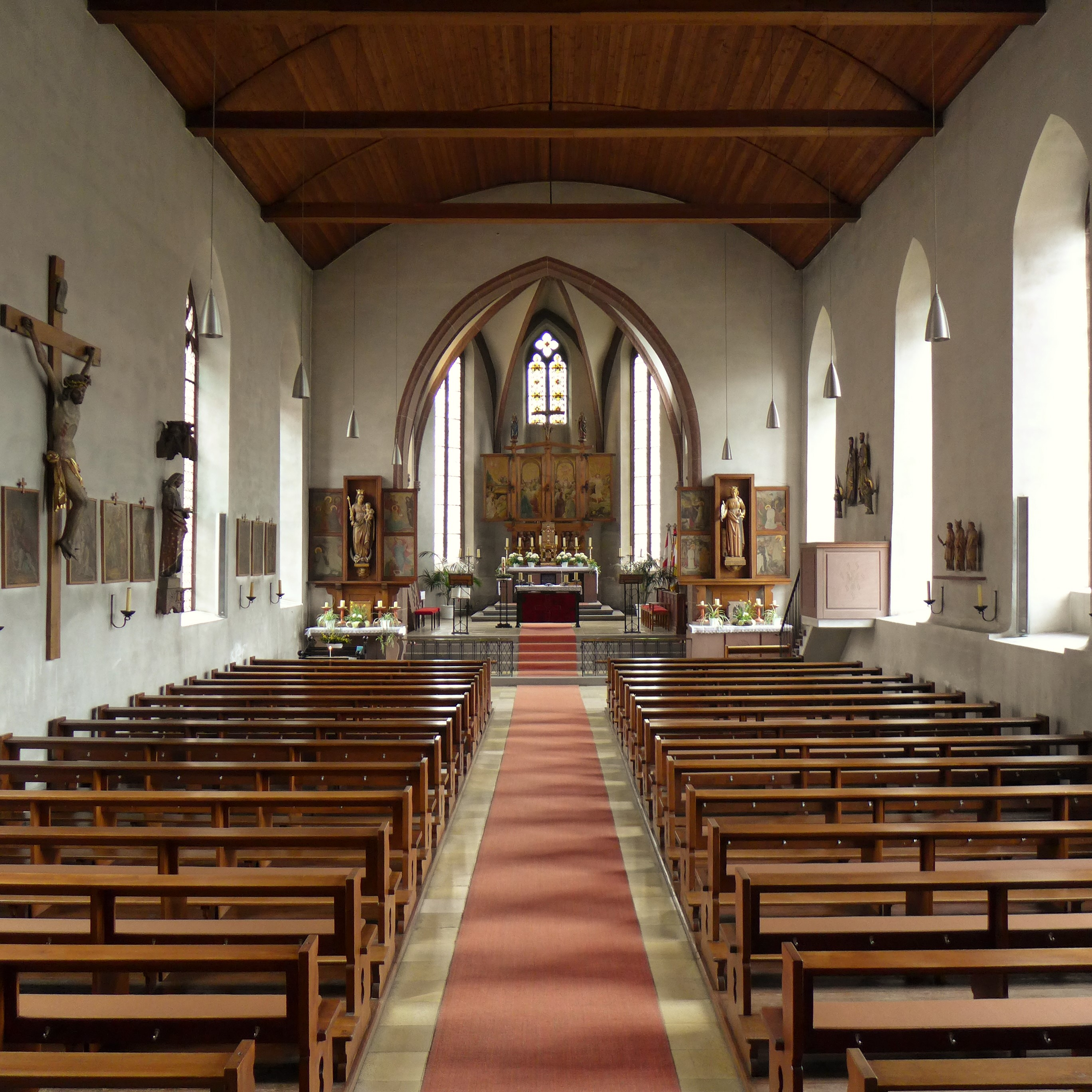
Kirche Mariä Himmelfahrt, Stadtprozelten, Inneres mit Blick zur Apsis

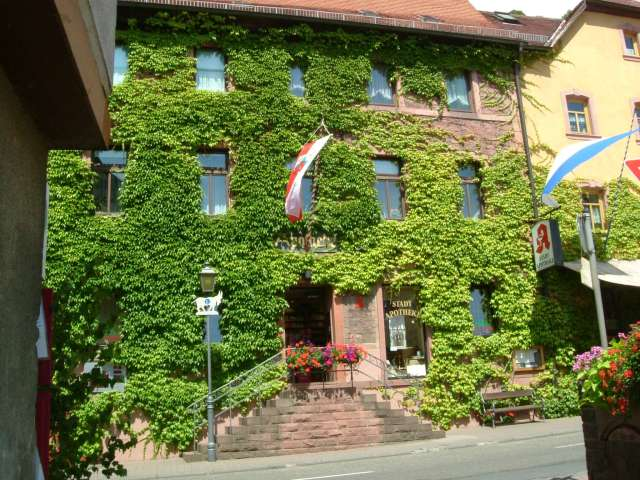
Apotheke Stadtprozelten

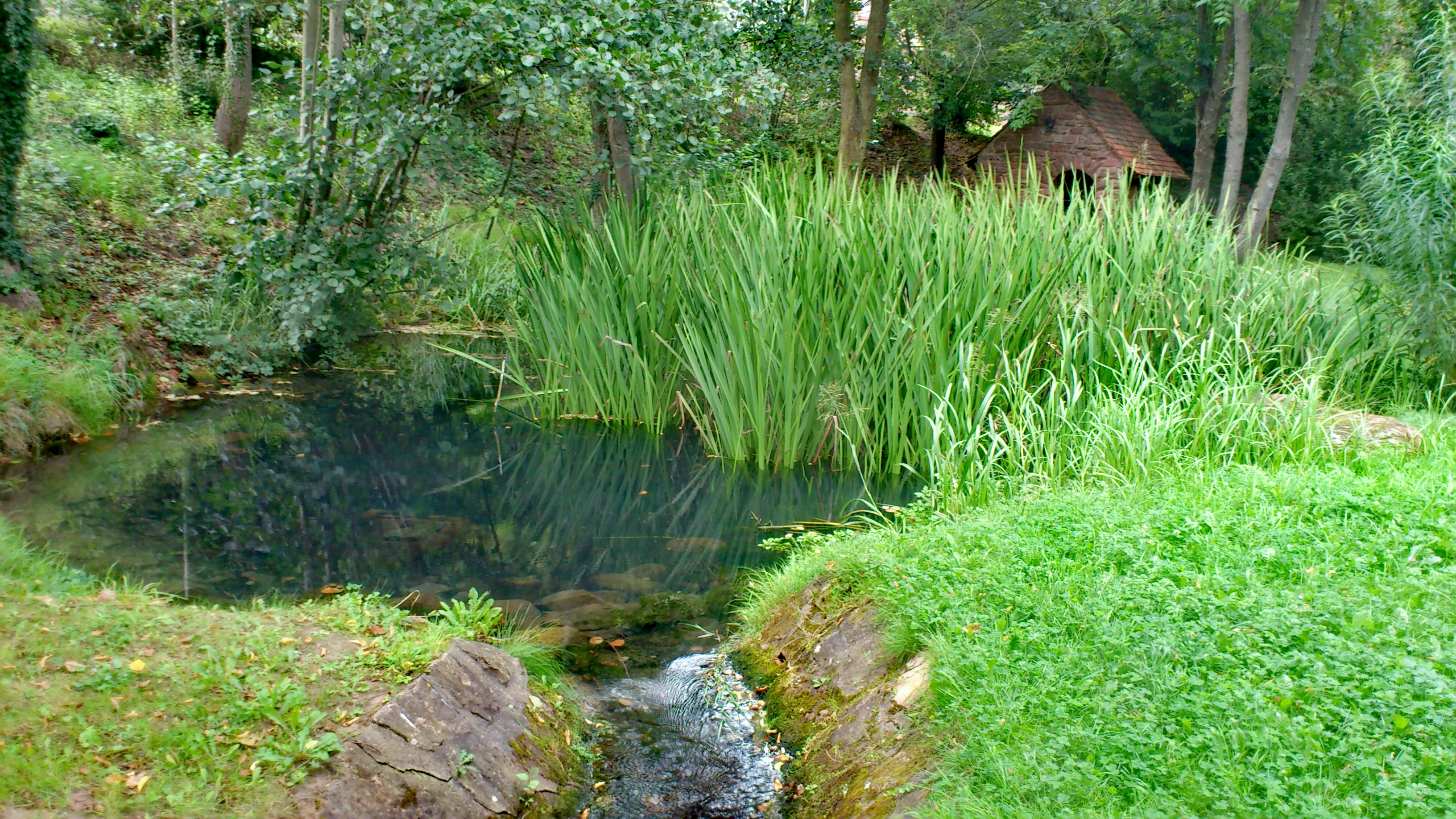
Lohbrunnen

- Die Stadt wird überragt von der Burgruine Henneburg auf dem Kühlberg.
- Das Spital wurde wahrscheinlich durch Elisabeth von Hohenlohe um 1320 gestiftet.
- Das Gebäude der Spitalverwaltung stammt aus dem 14. Jahrhundert und wird seit dem 18. Jahrhundert als Post- und Schulhaus verwendet.
- Die im gotischen Stil erbaute Pfarrkirche Mariä Himmelfahrt war ehemals Spitalkirche (heutige Apsis). Die kleine Spitalkirche wurde in den Jahren 1616 bis 1664 um ein Kirchenschiff erweitert. Dabei errichtete man auch einen ca. 45 m hohen Turm über der alten Sakristei. Im Gefolge der Erweiterungsmaßnahmen wurde das Sakralgebäude anstelle der früheren Georgskirche (jetzt Apotheke) zur Pfarrkirche erhoben. Die Kirche wurde in den Jahren 1930–1936 um 8 m verlängert, der Boden wegen der Hochwassergefahr des Maines höher gelegt, die Kassettendecke des Kirchenschiffes wich einer hölzernen Tonnengewölbedecke und der Innenraum wurde neu gestaltet. Die Altäre mit Gemälden und hölzernen Bildhauerwerken stammen aus der unmittelbaren Nachkriegszeit des Zweiten Weltkrieges.[11]
- Das Rathaus wurde 1520 erbaut, der Treppenturm wurde 1621 hinzugefügt. Der Erker sitzt auf zwei toskanischen Säulen.
- Der Benefiziatenbau war wahrscheinlich Pfarrhaus bis um 1811.
- Die Apotheke wurde nach 1811 am Platz der abgetragenen Georgenkapelle errichtet.
- Ämtergebäude aus der Zeit um 1600; Mainzer Verwaltungsgebäude, im 19. Jh. Landgericht, dann Sparkasse
- ehemaliges Gefängnis aus dem 19. Jahrhundert
- Reste der spätmittelalterlichen Stadtmauer
- Forsthaus, 1854 erbaut im „Neuen Münchner byzanthinischen Stil“
- Die Mevlana-Moschee Stadtprozelten im Stadtteil Brasselburg ist seit 1990 ein islamisches Gebetshaus für hauptsächlich türkischstämmige Muslime.

### Natur
- Zwischen der Altstadt und dem Main befindet sich der Lohbrunnen, eine Wasserquelle in einer kleinen Parkanlage

### Regelmäßige Veranstaltungen
Schäfflertanz

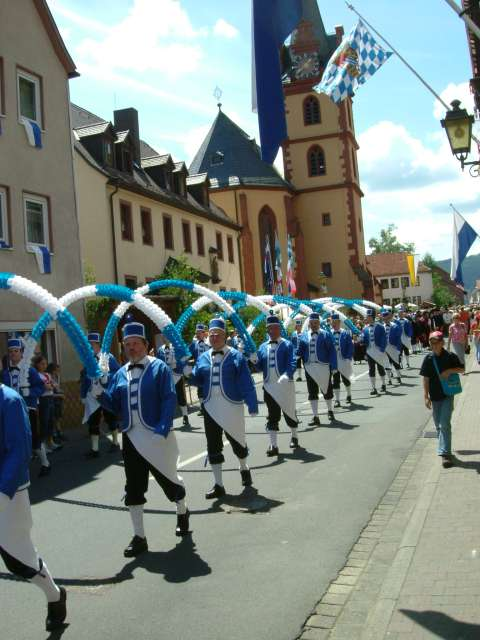
Auftritt der Stadtprozeltener Schäfflertanzgruppe beim historischen Stadtfest im Juli 2005

Der Schäfflertanz wird traditionsgemäß alle sieben Jahre aufgeführt. Die Schäfflergruppe, möglicherweise die größte Deutschlands und die einzige in weiß und blau, besteht aus weit über 60 bis 90 Akteuren, d. h. Oberschäffler, Weinglasschwenker, Tänzer, Clowns, Kellner und den Jungen, die den Karren ziehen. Da der Tanz ein Gruppentanz ist, ist die Zahl der ausschließlich männlichen Tänzer immer ein Vielfaches von acht.
Diese Tradition datiert auf das Pestjahr 1517, als in München die Angehörigen der Schäfflerzunft als erste wieder auf die Straßen gingen, um Lebensfreude zu verbreiten.
Etwa ab 1830 brachten Schäfflergesellen (Handwerker wie Fassbinder, Fassmacher, Böttcher oder Küfer, die Holzfässer für Bier, Wein etc. hergestellt haben) den Tanz auch in andere Orte wie z. B. nach Eggenfelden, Frontenhausen, Geiselhöring, Mainburg, Mühldorf, Murnau, Kelheim, Landshut, Partenkirchen und Wasserburg.
Im Jahr 1887 wurde der Schäfflertanz erstmals in Stadtprozelten aufgeführt. Die nächsten Termine fallen auf die Jahre 2020, 2027 usw.
Doude Moo
Der Ursprung geht auf die Zeit zurück, als während der Pest die Leichen aus den Häusern geholt wurden. Die Leichensammler riefen bei ihrem Gang durch den Ort „Hejo – doude Moo – moje kommd en annern droo“ (Hallo, toter Mann, morgen kommt ein anderer dran).
Heutzutage freuen sich die Kinder, dass bei diesem Umzug aus allen Häusern Süßigkeiten auf die Straße geworfen werden, wenn zuvor eine Strohpuppe aus dem Ort hinausgetragen und verbrannt wurde. Doude Moo findet immer an einem Sonntag, drei Wochen vor Ostern statt.
Die Veranstaltung wird in offiziellen Kreisen „Todemo“ genannt.

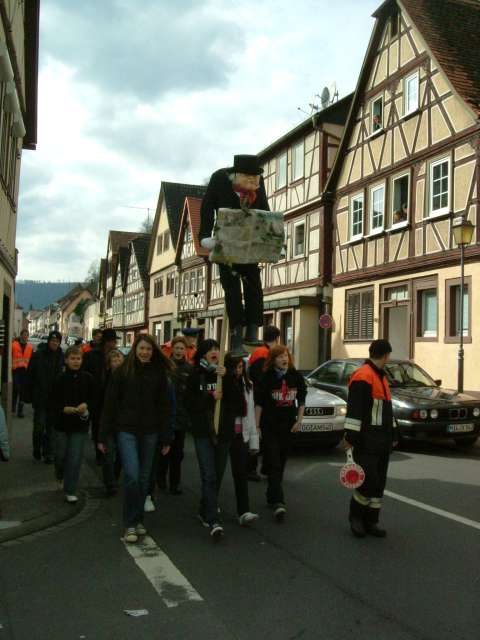
Der Doude Moo wird hinausgetragen.
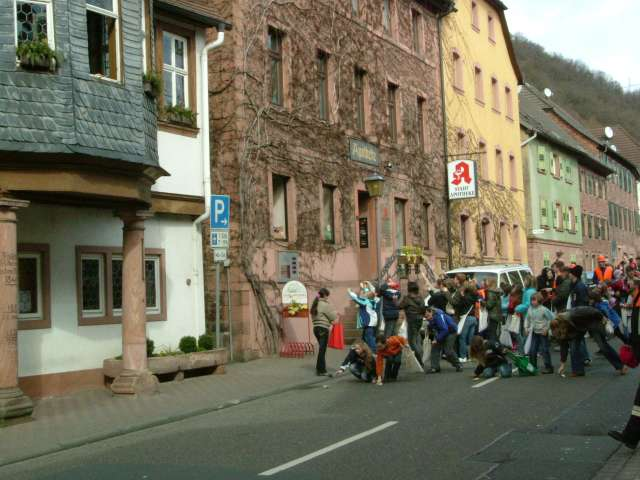
Die Kinder schreien „raus, raus“ …
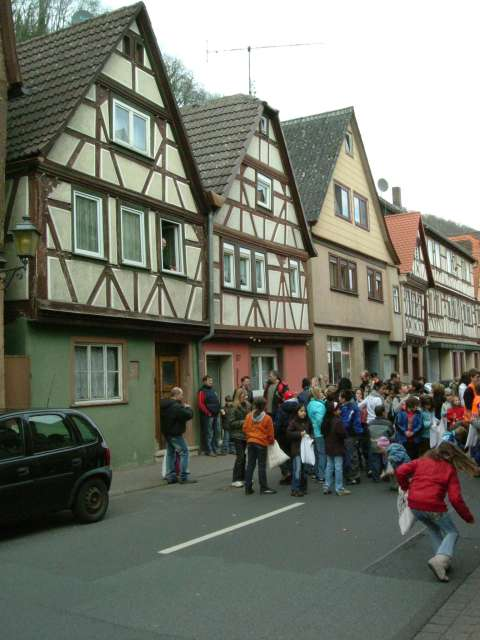
… und sammeln dann die Süßigkeiten auf.

## Verkehr
Stadtprozelten hat einen Bahnhof an der Bahnstrecke Miltenberg West–Wertheim.

Seit 1947 besteht eine Fährverbindung zum Wertheimer Ortsteil Mondfeld auf der baden-württembergischen Mainseite.

## Söhne und Töchter der Stadt
- Sebastian Faber (1564–1624), Jurist und württembergischer Geheimer Rat und Vizekanzler
- Georg Anton von Stahl (1805–1870), von 1840 bis 1870 Bischof von Würzburg und Theologe
- Ignaz Stahl (1839–1902), katholischer Theologe
- Fritz Halberg-Krauss (1874–1951), Landschaftsmaler und wichtiger Vertreter der Münchner Schule
- Wilhelm Rupprecht (1886–1963), Maler und Glasmaler
- Ludwig Fink (1902–1988), Rechtsanwalt und Kommunalpolitiker
- Gustav Richter (1912–1997), SS-Sturmbannführer und Mitarbeiter im Reichssicherheitshauptamt sowie verurteilter Kriegsverbrecher

## Kurioses
Stadtprozelten
Nach J. Heyberger, Christian Schmitt und August Wilhelm von Wachter müssen sich die Stadtprozeltener „Geißhockler“ titulieren lassen, weil die armen Schelme in den gefährlichen Tagen des Hochwassers ihre Ziegen huckepack die Höhen hinauf auf die Grasplätze tragen müssen.
Neuenbuch
In den Spessarttälern wurden Stuben mit dem Kienspan beleuchtet. Für das teure Petroleum war bei der ärmeren Bevölkerung kein Geld vorhanden. In Neuenbuch wurden sie „Kieknörzli“ genannt. Diese Dialektbezeichnung war Anlass für den Spitznamen – Ortsnecknamen.